# Alvararv
Alvararv (Cerastium pumilum) är en växt med vita blommor, och blommar från maj till juni.